# Alexandru Simionovici
Alexandru Simionovici (n. 23 mai 1944, Valea Iașului, România – d. 9 aprilie 2024) a fost un deputat român în legislatura 1992-1996, ales în județul Botoșani pe listele partidului PNȚCD/PER.
Alexandru Simionovici a fost și prefect de Botoșani condamnat pentru luare de mită dar reabilitat prin judecătorie în 2013.